# Formica tripartita
Formica tripartita es una especie extinta de hormiga del género Formica, familia Formicidae. Fue descrita científicamente por Théobald en 1937.
Habitó en Alemania. Ha sido registrado en el distrito de Kleinkembs, en Efringen-Kirchen.